# Пітуліча
Пітуліча (рум. Pitulicea) — село у повіті Бузеу в Румунії. Входить до складу комуни Глодяну-Серат.
Село розташоване на відстані 67 км на північний схід від Бухареста, 31 км на південний захід від Бузеу, 122 км на південний захід від Галаца, 118 км на південний схід від Брашова.

## Населення
За даними перепису населення 2002 року у селі проживали 1003 особи, усі — румуни. Усі жителі села рідною мовою назвали румунську.